# ایراسه
ایراسه (به انگلیسی: Irase) یک روستا در دهستان سارما، شهرستان ساره در غرب کشور استونی است.
قبل از اصلاحات اداری در سال ۲۰۱۷، این روستا در منطقه Lääne-Saare بود.